# Escudo de Hontanares de Eresma
El escudo de Hontanares de Eresma es un símbolo de Hontanares de Eresma, una localidad de la provincia de Segovia, comunidad autónoma de Castilla y León, en España.

## Descripción
El escudo de Hontanares de Eresma que fue oficializado el 31 de mayo de 2005, y su descripción heráldica es:

«Escudo de plata con tres ondas de azur en punta, surmontadas de tres chopos arrancados de sinople, puestos en faja. Bordura de gules con tres fuentes de plata, una en jefe y las otras dos en los lados y afrontadas. Al timbre Corona Real cerrada.»
Boletín Oficial de Castilla y León nº 114/2005